# Nagyigmánd
Nagyigmánd é uma vila da Hungria, situada no condado de Komárom-Esztergom. Tem 51,35 km² de área e sua população em 2019 foi estimada em 2.938 habitantes.